# Mundöffnungsritual
Das Mundöffnungsritual (auch Augenöffnungsritual) stellte ein altägyptisches Opfer- und Belebungsritual dar, welches mittels einer festgelegten szenischen Abfolge von magisch-rituellen Einzelhandlungen stattfand. Es wurde an Statuen, Tempeln, Uschebtis, Skarabäen sowie im Rahmen der Mumifizierung  vollzogen und diente deren Beseelung sowie zur Befähigung, alle körperlichen Funktionen mit gottgleichen Wirkungskräften zu gebrauchen.
Das Belebungsritual fand bereits in der Frühdynastik Anwendung. Ab dem Alten Reich ließen sich in diesem Zusammenhang die Könige von sich selbst zu Lebzeiten Statuen erstellen, die bis zum Tod in besonderen Räumlichkeiten aufbewahrt wurden. Mit Eintritt des Todes überführte das priesterliche Horusgeleit die noch liegende göttliche Statue des Königs in den heiligen Schrein als Gleichsetzung von Osiris. Nach Beendigung der siebzigtägigen Einbalsamierung und dem unmittelbar folgenden Begräbnis „öffneten“ die Horus-Diener den Mund der nun stehenden göttlichen Königsstatue, um sie als Horus in seiner Eigenschaft als Sohn des Osiris zu beleben und abschließend im Schrein in aufrechter Haltung zu platzieren.

## Ausbildung des Rituals im Alten Ägypten
Das Ritual hat seinen Ursprung in prädynastischer Zeit. Zunächst war es ausschließlich auf Gottesstatuen beschränkt und umfasste „die (nicht symbolische) Fertigstellung der Statuen in der Tempelwerkstatt als im Groben fertiges Werkstück, ihre Ausrüstung und Bekleidung und die Überführung in den Statuenschrein“. Im Laufe der Zeit wurde der Prozedur offenbar auch eine tiefer gehende esoterische Bedeutung zugemessen, und beginnend in der Thinitenzeit, also im Verlaufe der ersten beiden altägyptischen Dynastien, wurde dann das bis dahin ausschließliche Statuenritual auch an Verstorbenen (d. h. an deren Mumien) zelebriert. Mindestens seit der 4. Dynastie ist das Ritual bei Privatbegräbnissen nachweisbar. 
Das Alte Reich wusste zudem bereits zwischen dem Opferritual, welches die Mundöffnung unmittelbar vor der Versorgung der Statue beziehungsweise Mumie mit Opferspeise im Kern hat, und dem Mumienritual, d. h. der Beseelung des Leichnams, zu unterscheiden.
Es wird davon ausgegangen, dass das vollständige Ritual erst zu Beginn des Neuen Reiches geschaffen war und alle späteren Wiedergaben auf diese Vorlagen zurückgehen. Praktiziert wurde es bis zum Ende der ägyptischen Antike, wo schließlich gar Uschebtis und mumifizierte Tiere dem Ritual unterzogen wurden. Im Laufe der Zeit diente es im Rahmen von Tempelweihen sogar der „Belebung“ des Tempels.
Über Inhalt, szenische Abfolge und Dialoge des Rituals weiß man bereits aus den Pyramidentexten und anderen Artefakten; komplexe Darstellungen sind hingegen erst aus dem Neuen Reich bekannt, so zum Beispiel aus den Gräbern des Wesirs Rechmire, des Königs Sethos I. und anderer. Auch sind durch diverse Papyri, Tempelinschriften sowie Ostraka szenische Gesamt- oder Einzeldarstellungen auf die Neuzeit gekommen.

## Inhalt und Bedeutung
Die populärwissenschaftlichen Darstellungen beziehen sich meist auf die Beschreibung des rein „handwerklichen Aktes“ der Mundöffnung, der mittels verschiedener ritueller Gerätschaften (Dechsel) und bei deren Handhabung vorgetragener, meist unerklärter magischer Aussagen stattgefunden haben soll. Diese scheinbar rein gestische Aktion war aber nicht allein auf die Öffnung des Mundes gerichtet, vielmehr bezog er Augen, Nase und Ohren mit ein, wobei diese Sinnesorgane stellvertretend für alle Körperorgane angesehen wurden. Schon insofern war das Ritual auf die Gesamtperson der Statue beziehungsweise des Verstorbenen gerichtet. Zum komplexen Ritual der Mündöffnung gehörten begleitende Handlungen und es galt, die geeigneten Sprüche hierzu zu rezitieren (durch den Vorlesepriester).
Der Sinn einzelner im Ritual eingesetzter Gegenstände erschließt sich durch die Symbolik ihrer Form und ihres Materials: Das sogenannte Peseschkef-Messer wurde, wie in archaischer Zeit üblich, aus Flint (Feuerstein) hergestellt, außerdem kamen Gegenstände aus Gold beziehungsweise Meteoriteneisen zum Einsatz. Neueren Untersuchungen zufolge (nach A. M. Roth) lässt sich dieses Messer, das typischerweise eine fischschwanzartige Form besitzt, als Hebammenwerkzeug zur Durchtrennung der Nabelschnur deuten und die „goldenen Finger“ beziehungsweise die Handlung des „Ausfegens des Mundes“ als Reinigung der Mundhöhle des neugeborenen Säuglings erklären. Hierdurch würde der Saugreflex, der die lebenswichtige Nahrungsaufnahme ermöglicht, stimuliert. Im Zusammenhang des dem Ritual anschließenden Opfermahles erscheint diese Deutung besonders überzeugend. Deutet man zudem auch die in älterer Literatur als „Poliersteine“ bezeichneten Steine als Modell von Geburtsziegeln, lassen sich demnach mehrere der zur Mundöffnung verwendeten Geräte bzw. Züge des Rituals mit einem Geburtsritual verbinden.
Eine bedeutende Rolle spielt auch die Schlachtung eines Rindes, dessen Schenkel im Ritual präsentiert wird und selbst als Werkzeug zur „Mundöffnung“ verstanden werden darf (aufgrund der Beischrift der Szene); J. Assmann erklärt diese Handlung als Beseelung mit dem noch warmen, also Lebenskraft ausströmenden Körperteil des Tieres. Auf die Form des Rinderschenkels führt er auch die Form der Dechsel zurück, die als Bildhauerwerkzeug gedeutet wird; dieses Werkzeug wird zum Teil als aus Meteoriteneisen (ägyptisch bj3 n pt ‚Erz des Himmels‘) gefertigt bezeichnet, somit ergibt sich zusammen mit seiner Form eine Verbindung zum Himmel beziehungsweise Sternbild des Orion, des Großen Bären. Als eigentliches Ziel des gesamten Rituals ist das abschließende Hauptopfer anzusehen, welches der rituellen Speisung des Opferadressaten diente. Die Bekleidung, das Schmücken beziehungsweise die „Investitur“ der Statue bzw. der Mumie mit Insignien und machtgeladenen Schmucktypen (bestimmte Form des Halskragens: Usech) ähnelt in Motivation und Sinngehalt dem täglichen Kultbildritual. Hierdurch wurde die „Belebung“ magisch unterstützt und verbildlicht. Gerade diese Ausstattung lässt auf statusbezogene Unterschiede in der Ausübung bzw. Vollständigkeit des Rituals schließen. Die abschließende Opferspeisung ist Höhepunkt der Zeremonie und zugleich der Auftakt der nach der Bestattung üblichen regelmäßigen Versorgung des Bestatteten durch Opfergaben.

## Handelnde Personen
Hauptsächlich vollzogen ein handelnder Sem-Priester (sm) – der im Grunde die symbolische Rolle als ältester Sohn des Verstorbenen (beziehungsweise als Kronprinz) darstellte – und ein, diesen vornehmlich rezitierend begleitender Vorlesepriester (hrj-ḥbt) das Ritual. In Einzelszenen oder einzelnen Szenenfolgen traten weitere Personen auf: so zum Beispiel der „liebende Sohn“, verschiedene Handwerker, ein lediglich als Hemnetjer (ḥm-nṯr = Gottesdiener) bezeichneter Priester, eine als „Semer“ (smr) bezeichnete Persönlichkeit sowie Schlachtpersonal für die während des Rituals zu vollziehenden rituellen Schlachtungen. 
In dem aufwändigen, geradezu bühnenmäßig zur Aufführung kommenden Ritual hatten alle Handelnden festgesetzte Rollen und Ritualtexte vorzutragen, wobei die Statue bzw. der menschenähnlich gestaltete Mumiensarg, auf einer Sandaufschüttung stehend und mit dem Gesicht nach Süden ausgerichtet, sich im Mittelpunkt des Geschehens befand.

## Opfer, verwendete Geräte, Kleidungsstücke und sonstiges Beiwerk
Neben den Opfertieren, beispielsweise Rinder und Ziegen sowie Gänse, sind mitunter größere Mengen Brote, Bier und andere, zum Teil nicht mehr übersetzbare Gaben im Ritual belegt, deren beste Teile dem Handlungsadressaten symbolisch zu Speise und Trank dargereicht wurden. 
An Gerätschaften kamen bei dem eigentlichen Mundöffnungsakt neben dem Mesechtiu sowie anderen Ritualwerkzeugen auch das so genannte Peseschkaf (psš-kf) zum Einsatz, ebenso ein schlangenförmiger, teils zusätzlich mit einem Uräus bekrönter „Zauberstab“ (wr-ḥkʒw = „der Zauberreiche“) sowie ein „Finger aus Gold“. 
Die Statue beziehungsweise der Verstorbene erhielt zudem das Ritual der Lösung, begleitet von magischen Reinigungssprüchen, vornehmlich mit geweihtem Wasser (als Gleichsetzung mit Osiris), durch die symbolische Darreichung von Natronkügelchen sowie durch Räucherwerk. Gesalbt wurden sie mit verschiedenen Ölen. 
Die meisten der im Mundöffnungsritual Handelnden sind in der üblichen, zeitgenössischen Kleidung dargestellt. Hingegen war der das Ritual leitende Sem-Priester überaus markant mit einem Pantherfell bekleidet dargestellt. Dieses legte er jedoch für jene Szenenfolge ab, in denen die Statue handwerklich endgefertigt und von ihm die erste Mundöffnungsgeste („Mundberührung mit dem kleinen Finger“) vorgenommen wurde. Während dieser Szenen war er mit dem so genannten knj-Brustlatz angetan, einem weiteren, oft netzartig dargestelltem und Brust und Schultern bedeckenden Ritualbekleidungsstück. Die Statue beziehungsweise der Sarkophag wurde während des Rituals symbolisch mit verschiedenfarbigen Stoffstreifen beziehungsweise typischen Kleidungsstücken „bekleidet“.

## Ritualvollzug
In der Literatur werden 75 Einzelszenen, zum Teil mit untergliederten Teilszenen, aufgezählt, die jedoch nicht immer alle zu jeder Zeit und Gelegenheit rituell aufgeführt wurden. Auch sind die einzelnen Szenen unterschiedlichsten Alters: Die ältesten finden sich in den Pyramidentexten und scheinen bereits dort archaische Gebräuche widerzuspiegeln, andere sind weit jüngeren Datums und aus dem Tempel-, dem Königs- oder dem Totenkult eingeflossen, weshalb sie nicht nur als Wiederholungen und Dopplungen vorkommen.
Bei genauer Betrachtung werden innerhalb der genannten Anzahl zudem Einzelszenen und Szenenfolgen deutlich, die nur für den Ritualvollzug an Statuen gedacht waren, während sich andere ausschließlich an Verstorbene richten. Bei gleichem übergeordneten Zweck gab es nämlich doch gewisse notwendige Differenziertheiten: Als „Statuenritual“ stand die Zeremonie im Sinne der schließlichen Fertigstellung und Belebung der Statue quasi zwischen deren Herstellungsstätte und ihrem endgültigen Aufstellungsort. Als „Totenritual“ bildete sie hingegen die Zäsur zwischen abgeschlossener Balsamierung/Einsargung und der Beisetzung des Mumiensarges im Grab. Demgemäß fand das Ritual auch an verschiedenen Orten statt, dabei werden das „Goldhaus“ (als Werkstatt zur Herstellung der Statue), das „Natronhaus“ (als Reinigungsstätte), der „Opferhof“ (als Ort der Schlachtungen der Opfertiere) sowie die so genannte ḥḍ-Kapelle (Ort, der die Statue aufnahm) genannt. Als Teil des Beisetzungsrituals eines Verstorbenen wurde der Akt gewiss in einem Vorraum der Grabkammer abgehalten.

## Wesentliche Szenen des Mundöffnungsrituals
- Aufstellung der Statue auf eine Sandschüttung, mit dem Antlitz nach Süden
- Reinigungen mit Wasser, Natron, Weihrauch
- Beauftragung der Handwerker mit der Fertigstellung der Statue
- Mundberührung mit dem kleinen Finger
- Fertigmeldung und Übergabe der Statue
- erste Opferungen/rituelle Schlachtungen
- symbolträchtige Darreichung des Herzens und des Schenkels eines Rindes
- eigentliche Mundöffnung vermittels mehrerer, verschiedenen bezeichneten und dechselartig geformter Geräten sowie eines ähnlich geformten „Zauberstabes“, auch durch verschiedene handelnde Personen
- weitere Opferungen/rituelle Schlachtungen
- Bekleidung und Schmückung der Statue
- Salbung und Räucherung
- Überreichen der Herrschaftsinsignien
- abschließendes Hauptopfer und rituelle Speisung der Statue
- Anrufung verschiedener Gottheiten
- Transport zum Aufstellungsort (beim Verstorbenen: in die Grabkammer)

Was hier vornehmlich für die Statue beschrieben ist, trifft sinngemäß auch für den aufrecht stehenden Sarkophag eines Verstorbenen zu, inklusive erwähnter Auslassungen und/oder Dopplungen in den unterschiedlichen Ritualanlässen.
Bei exklusiveren Statuen oder höchst erlauchten Verstorbenen konnte das Ritual, nachweislich in der Spätzeit, mitunter mehrere Tage währen. Bei weniger bedeutenden Anlässen wurden – wohl schon aus Kostengründen – vermutlich geraffte Szenenfolgen mit eingeschränktem Personalbesatz und Opferaufkommen zelebriert.

## Beziehung zum Psalm 51
Es wurden Parallelen zwischen dem Psalm 51 und dem Mundöffnungsritual festgestellt:

- Die Erwähnung einer rituellen Waschung mit besonderen Kräutern (Vers 7)
- Heilung zerbrochener Glieder (Vers 8)
- „Herr, öffne meine Lippen“ (Vers 15)
- Opfer (Verse 16, 17, 18)